# Военно-технический университет

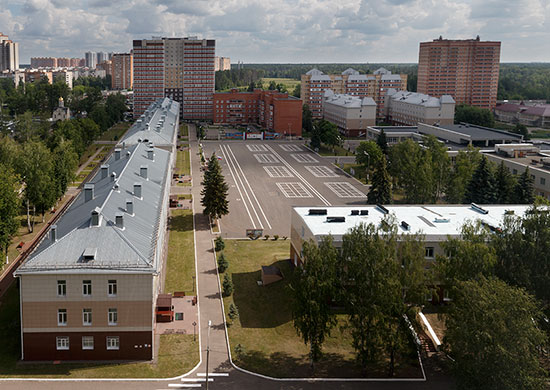
Корпус, казармы, плац и общежития ВТУ

Военно-технический университет — бывшее советского Министерство обороны и российского Минобороны, высшее военное учебное заведение (ВВУЗ), располагавшееся в городе, позднее городском округе, Балашиха Московской области.
Полное (сокращённое) действительное наименование ВВУЗ, на момент его расформирования — Федеральное государственное бюджетное военное образовательное учреждение высшего профессионального образования «Военно-технический университет» Министерства обороны Российской Федерации (ФГБВОУ ВПО «ВТУ» Минобороны России).

## Наименования (сокращённое, года, принадлежность)
- Московское военное училище гражданской обороны (МВУГО, (1967—1974), Министерство обороны СССР;
- Московское высшее командное училище дорожных и инженерных войск (МВКУДИВ, с 1974 по 26 мая 1994), Министерство обороны СССР, Министерство обороны Российской Федерации[1];
- Московское высшее военное дорожное инженерное училище (МВВДИУ, с 27 мая 1994 по 1996), Федеральное дорожно-строительное управление при Министерстве обороны Российской Федерации[1];
- Военно-технический университет (ВТУ, 1996—1998), Федеральное дорожно-строительное управление при Министерстве обороны Российской Федерации;
- Военно-технический университет при Федеральном агентстве специального строительства (ФГОУ ВПО ВТУ при Спецстрое России, с 1998 по 31 августа 2012);
- Федеральное государственное бюджетное военное образовательное учреждение высшего профессионального образования «Военно-технический университет» Министерства обороны Российской Федерации (ФГБВОУ ВПО «ВТУ» Минобороны России), с 1 сентября 2012 по 2015).

## История
Военно-технический университет Министерства обороны Российской Федерации носит современное название с 2012 года, а ведёт свою историю с 1967 года, когда в городе Балашиха Московской области, на базе 147-го отдельного механизированного полка гражданской обороны по инициативе дважды Героя Советского Союза Маршала Советского Союза В. И. Чуйкова на основании приказа Министра обороны СССР от 8 апреля 1967 года было сформировано Московское военное училище гражданской обороны с трёхгодичным сроком обучения, для подготовки командного состава войск гражданской обороны Вооружённых Сил СССР. К плановым занятиям личный состав училища приступил 3 мая. Этот день и считается днём основания военного учебного заведения. 19 декабря 1967 года, на основании Указа Президиума Верховного Совета СССР, Маршал Советского Союза В. И. Чуйков, вручил училищу Грамоту и Боевое знамя.
В связи с отсутствием подготовленного командного состава дорожных войск для выполнением специальных и особых задач оборонного строительства на территории СССР, было принято решение, в июле 1974 года, и приказом Министра обороны СССР МВУГО было преобразовано в Московского высшего командного училища дорожных и инженерных войск, с четырёхгодичным сроком обучения, сюда же был переведён факультет инженеров путей сообщений (дорожников) из Каменец-Подольского высшего командного училища инженерных войск и часть профессорско-преподавательского состава военно-транспортного факультета Военной академии тыла и транспорта.
Памятным днём для училища стал так же день 15 июля 1978 года, когда выпускникам торжественно вручили первые дипломы о высшем военно-специальном образовании.

В целях совершенствования подготовки и переподготовки военных специалистов дорожно-инженерного профиля постановляю:

1. Передать Московское высшее командной училище дорожных и инженерных войск Министерства обороны Российской Федерации с закреплёнными за ним земельными участками, учебными, административными и жилыми зданиями и сооружениями, а также движимым и недвижимым имуществом, вооружением и техникой в ведение Федерального дорожно-строительного управления при Министерстве обороны Российской Федерации с содержанием его постоянного и переменного состава вне численности Вооруженных Сил Российской Федерации.

2. Переименовать Московское высшее командное училище дорожных и инженерных войск в Московское высшее военное дорожное инженерное училище и установить срок обучения в нём 5 лет.

3. Возложить на Московское высшее военное дорожное инженерное училище подготовку, переподготовку и повышение квалификации офицеров по дорожно-инженерным специальностям для Федерального дорожно-строительного управления при Министерстве обороны Российской Федерации, Министерства обороны Российской Федерации и на договорной основе — специалистов этого профиля для других федеральных органов исполнительной власти.

4. Финансирование подготовки, переподготовки и повышения квалификации офицеров для Федерального дорожно-строительного управления при Министерстве обороны Российской Федерации и Министерства обороны Российской Федерации, а также содержания Московского высшего военного дорожного инженерного училища осуществлять за счёт средств федерального бюджета, выделяемого для Федерального дорожно-строительного управления при Министерстве обороны Российской Федерации.

5. Комплектование Московского высшего военного дорожного инженерного училища осуществлять в порядке, установленном для Вооруженных Сил Российской Федерации.

6. Настоящий Указ вступает в силу с момента его подписания.
Президент Российской Федерации Б. Ельцин— Указ Президента Российской Федерации, 27 мая 1994 года, № 1090 «О передаче Московского высшего командного училища дорожных и инженерных войск»
Постановлением Правительства Российской Федерации, от 2 февраля 1998 года училище было преобразовано в Военно-технический университет Росспецстроя.
С сентября 1999 года впервые среди военных вузов в ВТУ началось обучение студентов из числа гражданской молодёжи, на платной основе, на внештатном инженерном факультете.
22 декабря 2007 года вручено Боевое знамя нового образца.
В связи с реформированием в ВС России с 1 сентября 2012 года университет, из агентства, передан в Минобороны, и 2 мая 2014 года вручено новое Знамя ВТУ.
В ноябре 2015 года Военно-технический университет был ликвидирован. Курсанты университета продолжили обучение в Военной академии материально-технического обеспечения им. генерала армии А. В. Хрулёва, а на территории ВТУ разместилась Военная академия РВСН им. Петра Великого.

## Факультеты
В 2013—2015 годах обучение в университете велось на нескольких факультетах:
- 1-й факультет (специального строительства);
- 2-й факультет (инженерно-энергетический);
- факультет переподготовки и повышения квалификации;
- Институт промышленного, гражданского и транспортного строительства (ИПГТС), с 2001 года.

В университете обучались как курсанты, так и студенты.

## Начальники университета
- О. П. Николаев, генерал-майор (1967—1970)[2];
- П. Д. Косенко, генерал-майор (1970—1979);
- В. П. Обоянский, генерал-майор (1979—1985);
- В. М. Иванов, генерал-майор (1985—1991)[3];
- А. А. Цуканов, генерал-майор (1991—1995);
- А. В. Кургузов, генерал-лейтенант (1995 — 2004);
- В. С. Ивановский, генерал-лейтенант, д.т.н., профессор (2004—2012);
- С. Г. Рихель, полковник, кандидат военных наук, доцент (2012—2015);